# دين هو
دين هو (بالإنجليزية: Dean Ho)‏ هو مصارع محترف أمريكي، ولد في 1938 في هونولولو في الولايات المتحدة.

## وصلات خارجية
- دين هو على موقع WrestlingData.com (الإنجليزية)
- دين هو على موقع CageMatch worker (الإنجليزية)
- دين هو على موقع قاعدة بيانات المصارعة على الإنترنت (الإنجليزية)
- دين هو على موقع عالم المصارعة على الإنترنت (الإنجليزية)
- دين هو على موقع عالم المصارعة على الإنترنت (الإنجليزية)